# Võ tự do Việt Nam
Võ tự do Việt Nam, thường được gọi là Võ tự do của người Việt và còn được gọi là Boxe Vietnamienne hay Boxing VietNam. Nó hoàn toàn khác với Việt Võ Đạo (hiện nay), là một hình thức ban đầu của đấm bốc miền Nam Việt Nam (Sài gòn) và là một môn võ Việt Nam phát triển cực thịnh tại nước Pháp.

## Lịch sử
Là một quốc gia giáp ranh với vương quốc Funan (lịch sử đầu thế kỷ) và khu vực dân Khmer (Khmer khöm);  Võ tự do hội nhập vào Việt Nam từ khoảng đầu những năm 1920 – trước năm 1975, người Việt tồn tại một thể thức võ thuật được gọi là "Võ Tự Do"., tại thời điểm mà Việt Nam có sự bảo hộ của Pháp. Được những môn sư của những môn phái khác nhau chắt lọc, tổng hợp lại và cho ra đời môn Võ tự do Việt Nam thời bấy giờ.
Cuộc  thi đấu gần nhất của  Võ Tự Do  tại Việt Nam đã diễn ra vào năm 1965 tại Sài Gòn.
Trước năm 1965 những giải đấu thường diễn ra mỗi 2 hoặc 5 năm tùy thuộc vào các tỉnh của Việt Nam.

## Miêu tả
Những đòn thế Võ tự do được miêu tả như gần như giống với Muay Thái và Võ cổ truyền việt nam ("võ ta"), nhưng đa dạng và tính hiệu quả cao hơn. Thế nhưng, dựa vào các sử liệu đáng tin cậy, có thể thấy rằng "Võ Tự Do" của người Việt thời điểm đó phần nhiều giống luật thi đấu của Muay Thái ngày nay: bao gồm đầy đủ đấm – đá – chỏ – gối, vật ngã. Thế nhưng, Võ Tự Do Việt Nam vẫn không tồn tại các kỹ thuật ground fight (địa chiến).
Theo đúng như tên gọi Võ Tự do theo các tài liệu lịch sử, "Võ Tự Do" của người Việt thực chất là cách gọi thể thức thi đấu "Võ đài thi đấu tự do", với chữ "Tự do" này là "Tự do thi đấu giữa các môn phái", đa phần là Võ cổ truyền Việt Nam và võ sĩ của các bộ môn ngoại lai như quyền Anh, quyền Thái… Chữ "Tự do" này không ám chỉ sự đầy đủ trong kỹ thuật, mà ám chỉ sự rộng mở trong đối tượng tham gia. Tuy vậy, có thể nói rằng "Võ Tự Do" tại thời điểm đó đã là một luật đấu hết sức "thoáng" và cho phép nhiều bộ môn, nhiều trường phái võ thuật thể hiện sức mình.
Nhưng trước đó tại Việt Nam có rất ít bằng chứng cho thấy những cuộc chiến khủng khiếp Võ Tự Do để lại, các môn sinh hoặc võ sĩ chỉ gặp nhau và chiến đấu để chứng minh tính thực chiến của Võ tự do Việt Nam của các môn phái khác nhau.
Giai đoạn khó khăn nhất của một võ sĩ Võ tự do là lúc giao đấu, bởi những võ sĩ lúc này không hề được trang bị dụng cụ bảo hộ, hầu như không có những đòn cấm và hơn thế nữa là không có thời gian giới hạn.
Trận đấu chỉ thể kết thúc khi một trong hai võ sĩ đầu hàng, bất tỉnh, hoặc vì một chấn thương nghiêm trọng.

## Phát triển
Võ tự do Việt Nam rất được ưa chuộng tại nước Pháp vì tính đa dạng và thực chiến của nó đem lại cho người võ sĩ.
Những môn phái danh tiếng tại đây như Cửu Long Võ Đạo, Minh Long,... những giải đấu vô địch Võ tư do  thường xuyên được tổ chức tại pháp, như vô địch võ tự do Việt Nam toàn quốc 2015 (Pháp) , vô địch võ tự do Việt Nam 2016(Pháp) ... đem môn võ tưởng như đã không còn tồn tại này tại Việt Nam đến một hy vọng mới hơn tại hải ngoại